# Battistero di Parma
Il battistero di Parma è un luogo di culto cattolico destinato al rito battesimale, situato in piazza Duomo, accanto al duomo, a Parma, in provincia e diocesi di Parma; è considerato come il punto di giunzione tra l'architettura romanica e l'architettura gotica.

## Storia
Il battistero fu commissionato a Benedetto Antelami, che ne iniziò la decorazione nel 1196, come attesta un'iscrizione in esametri leonini sull'architrave del portale nord: Bis binis demptis de Mille Ducentis/incepit dictus opus hoc Benedictus (Tolti due volte due anni da Milleduecento, cominciò quest'opera (l'uomo) detto Benedetto).
La datazione dell'opera conclusa è piuttosto complessa e solo recentemente è stata suffragata da alcuni documenti. 
Nel 1216 l'alzato giungeva solo al secondo ordine delle logge, dove era stata collocata una copertura piana provvisoria. 
Il prezioso marmo rosso di Verona cessò di arrivare a Parma per i contrasti politici con il ghibellino  Ezzelino da Romano, signore di Verona, e solo nel 1249 fu possibile rimettere mano alla costruzione dei registri superiori del battistero.
La conclusione avvenne entro il 1270, quando l'edificio venne solennemente consacrato. 
Pare che comunque il progetto dell'Antelami venne seguito fino alla conclusione.

## Esterno
L'esterno, costruito in marmo rosa di Verona, è ottagonale. L'ottagono è simbolo di eternità. 
Senza precedenti è lo sviluppo in altezza, come se si trattasse di una torre tronca.
La superficie esterna è decorata da uno schema complesso ma, con pieni e vuoti che ritmano effetti chiaroscurali.
Al pian terreno su tre facciate si aprono portali strombati con archi a tutto sesto, mentre sugli altri lati si trovano degli archi ciechi, grandi quanto un portale, con al centro delle colonnine, in una collocazione insolita. 
I portali sono decorati da vari rilievi, tra i quali spiccano le lunette probabilmente di mano dell'Antelami stesso.
Al livello inferiore del paramento marmoreo troviamo lo Zooforo, una serie di settantacinque formelle scolpite a bassorilievo dall'Antelami e dalla sua bottega ed incastonate a mo' di fregio pressoché continuo.

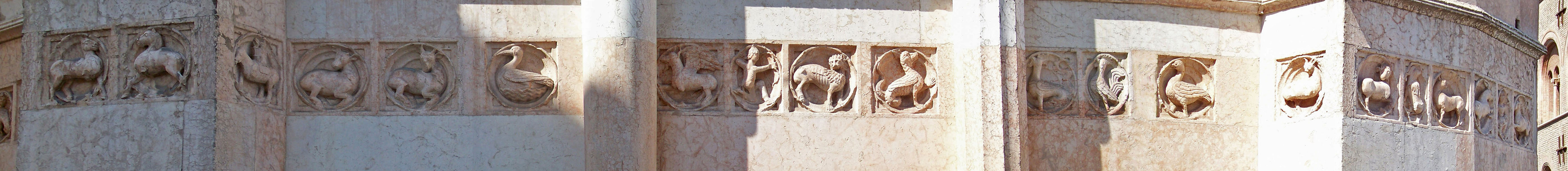
Le formelle nel lato Nord dello zooforo di Benedetto Antelami - Ovest (dalla numero 17 alla numero 36)

Quattro registri superiori sono decorati da loggette architravate, interrotte in corrispondenza dei contrafforti sugli angoli. L'ultima fascia è decorata da archetti ciechi di dimensione sfasata rispetto alle loggette sottostanti.
Gli elementi che lo compongono sono tutti ancora romanici, ma la loro disposizione è completamente originale: sviluppo verticale, senso del ritmo, elaborate proporzioni, sono infatti tutte caratteristiche tipicamente "gotiche" del battistero. Nelle lunette dei portali ricorrono nessi significativi con l'impaginazione delle corrispettive composizioni delle chiese gotiche francesi: le cattedrali di Chartres, Bourges, Nantes e la Cattedrale di Notre-Dame a Parigi.

## Interno
L'interno è costituito da sedici arcate che compongono delle nicchie, ciascuna delle quali contiene una scena dipinta. Tutti questi affreschi e dipinti risalgono al XIII e XIV secolo. I sedici lati della conformazione interna, che duplicano l'ottagono esterno (simbolo di eternità), evocano la cerchia dei dodici apostoli abbinata al quattro che è il numero dei punti cardinali, degli evangelisti e delle stagioni. Con il passare del tempo i dipinti hanno subìto un progressivo degrado in quanto non erano stati eseguiti con una vera tecnica "a fresco"; di conseguenza, cominciarono presto a staccarsi e a cadere dalla loro sede. Recentemente il battistero è stato restaurato e consolidato, anche con il ricorso a siringature ed infiltrazioni.

### La Cupola

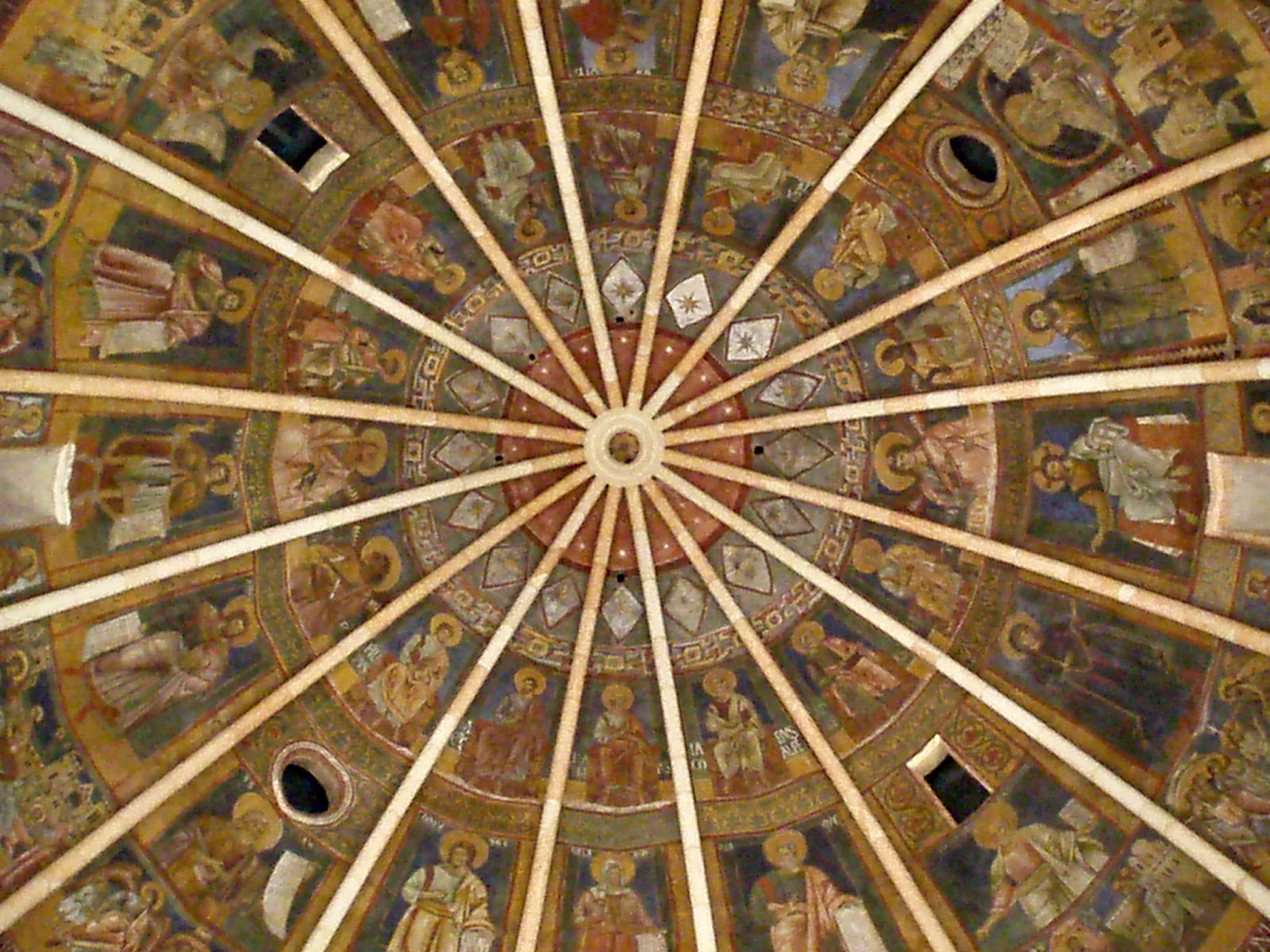
La cupola del battistero

La cupola dal diametro di 23,25 metri, è suddivisa a ombrello. Sedici costoloni tubolari, di marmo rosa di Verona, si dipartono a raggiera dal centro della cupola, ognuno dei quali va a finire su una colonna, a sua volta sovrapposta su altre fino al suolo.
La paternità dei dipinti, eseguiti con la tecnica veloce della tempera, non trova concordi gli studiosi che se ne sono occupati: taluni la datano negli anni sessanta del 1200 di maestranze con modi Bizantini, altri optano per una datazione verso la fine del 1200 di un atelier guidato da Grisopolo, che si definiva "pictor Par(men)sis".
Le raffigurazioni della cupola sono divise in sei fasce orizzontali concentriche. Partendo dall'alto:
- La prima fascia rappresenta il cielo rosso dell'eterno amore
- La seconda fascia della cupola ha un fondo azzurro (l'Empireo) con dei rombi, ognuno dei quali contiene una stella. È la rappresentazione del cielo stellato su Gerusalemme con un'invocazione anche al Paradiso.
- La terza fascia contiene i dodici apostoli e i quattro evangelisti.
- la quarta fascia, nello spicchio sopra l'altare, presenta Cristo in trono, con a sinistra la Madonna e a destra san Giovanni Battista. Negli altri tredici spazi ci sono altrettanti profeti.
- La quinta fascia contiene dodici episodi della vita di san Giovanni Battista, e quattro santi.
- Nella sesta fascia (gli archi) sono raffigurati episodi della vita di Abramo, i quattro elementi naturali (acqua, aria, terra, fuoco), le quattro stagioni e le Vergini.

### Le nicchie
Le sedici grandi nicchie (tredici affrescate e tre occupate dai portoni) conferiscono al battistero l'immagine simbolica del fiore ed hanno come compito quello di alleggerire le pareti.

Dal XIII al XV secolo sono state affrescate, con i rispettivi Catini sottostanti alle logge, da pittori emiliani. Il Maestro del 1302 fece La Madonna in trono con il bambino attorniata da un vescovo e un papa e dipinse l'affresco votivo del vescovo Gerardo Bianchi che rappresentava la Madonna con bambino attorniata da San Giovanni Battista, un angelo e dallo stesso vescovo Bianchi. Di particolare interesse sono le rappresentazioni di San Giorgio che uccide il drago e di Santa Caterina attribuiti a Buffalmacco e databili intorno al 1330-1336. Altri pittori furono: Niccolò da Reggio, Bertolino da Piacenza. La maggior parte di questi dipinti sono di carattere votivo e solo il dipinto dietro l'altare (il Battesimo di Cristo) è opera degli esecutori della volta.

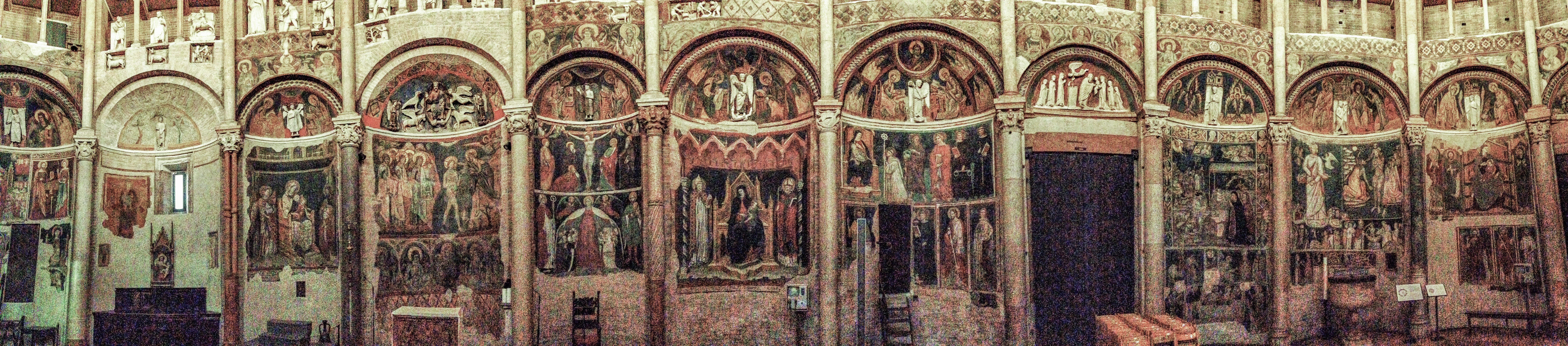
Panoramica dei catini del battistero di parma

## Corredo scultoreo
Non tutto il corredo scultoreo che decorava il battistero si è preservato, ma, ciononostante, l'insieme dei rilievi per l'interno e l'esterno del battistero è ancora il complesso scultoreo italiano più importante pervenutoci per questo periodo di transizione dal romanico al gotico. Rilievi si trovano sugli stipiti e sulle lunette del portale, sulle fasce nelle pareti cieche esterne e su fasce all'interno. Il tema può essere genericamente individuato nella rappresentazione della vita umana e della sua redenzione, secondo un ampio ciclo che trova paragoni (e forse l'ispirazione stessa) nelle grandi cattedrali francesi.
Le lunette dei tre portali all'esterno raffigurano:
- Adorazione dei Magi (Portale della Madonna). Osservando verso gli stipiti della porta, si notano due alberi genealogici, che descrivono la storia della discendenza del Messia: quello di Giacobbe che termina con Mosè, prefigurazione del Cristo, e quello di Jesse (albero di Jesse) da cui deriva Maria, madre di Gesù;
- Giudizio universale (Portale del Giudizio);
- Leggenda di Barlaam (Portale della Vita).

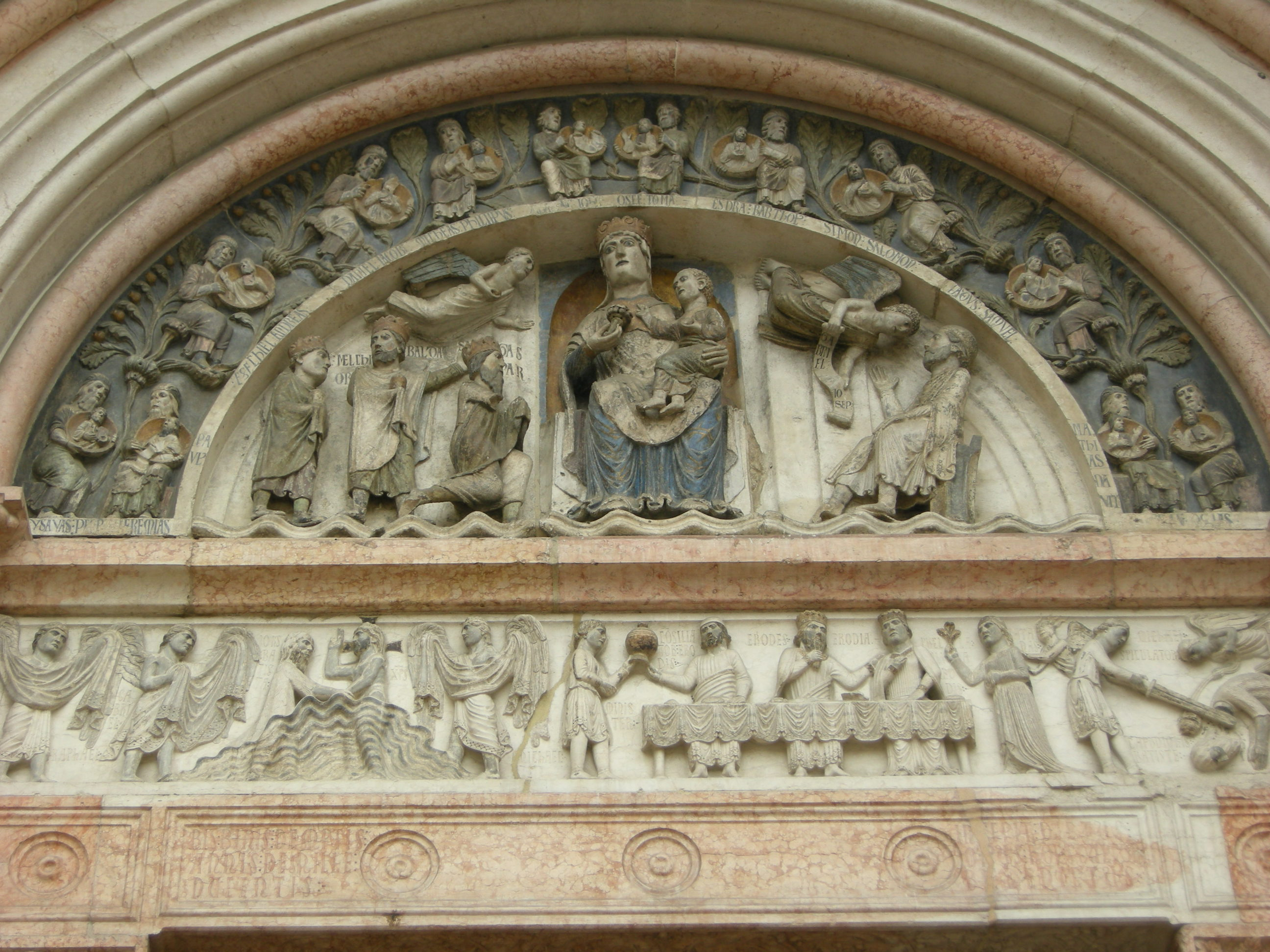
Adorazione dei Magi
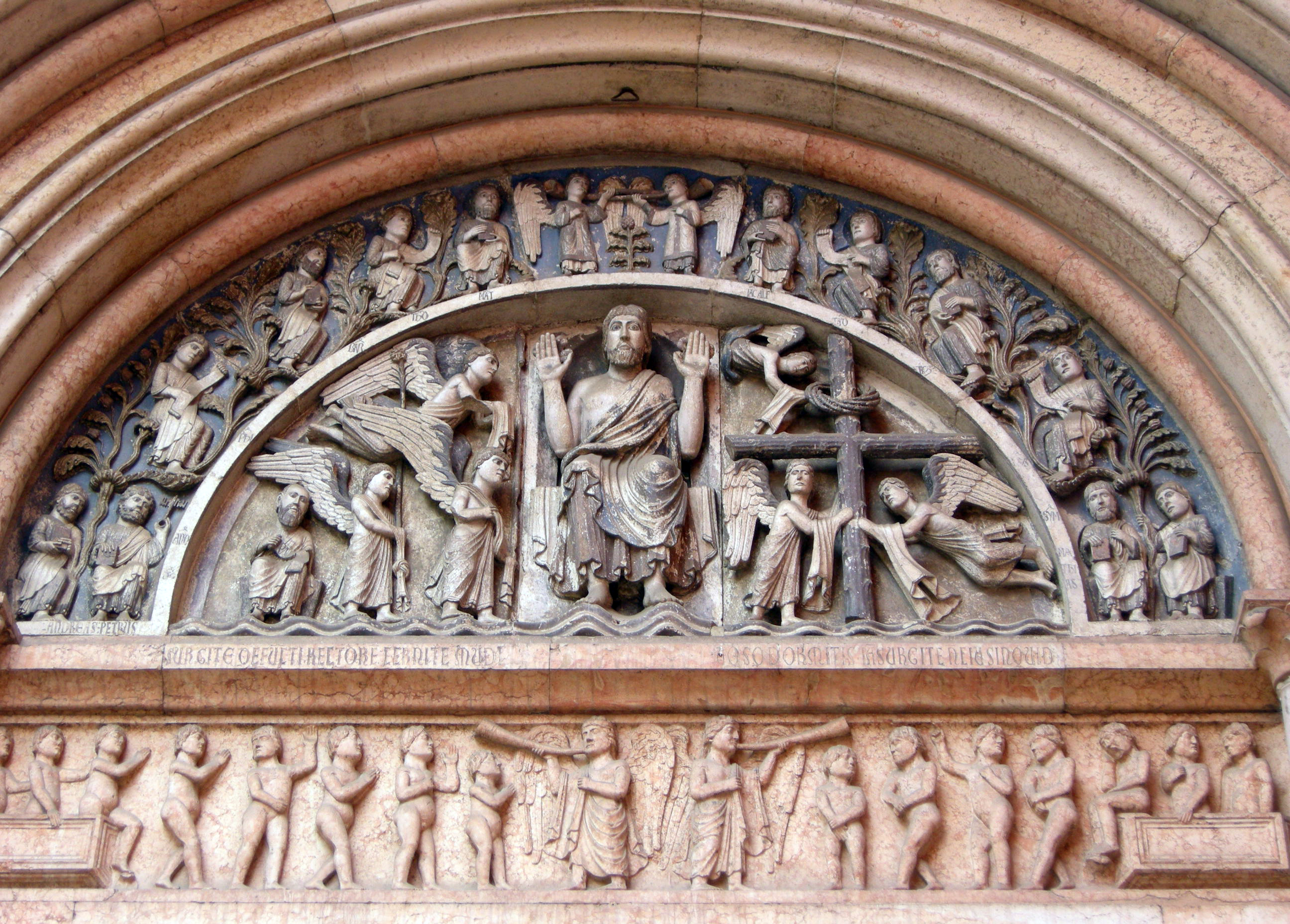
Giudizio universale
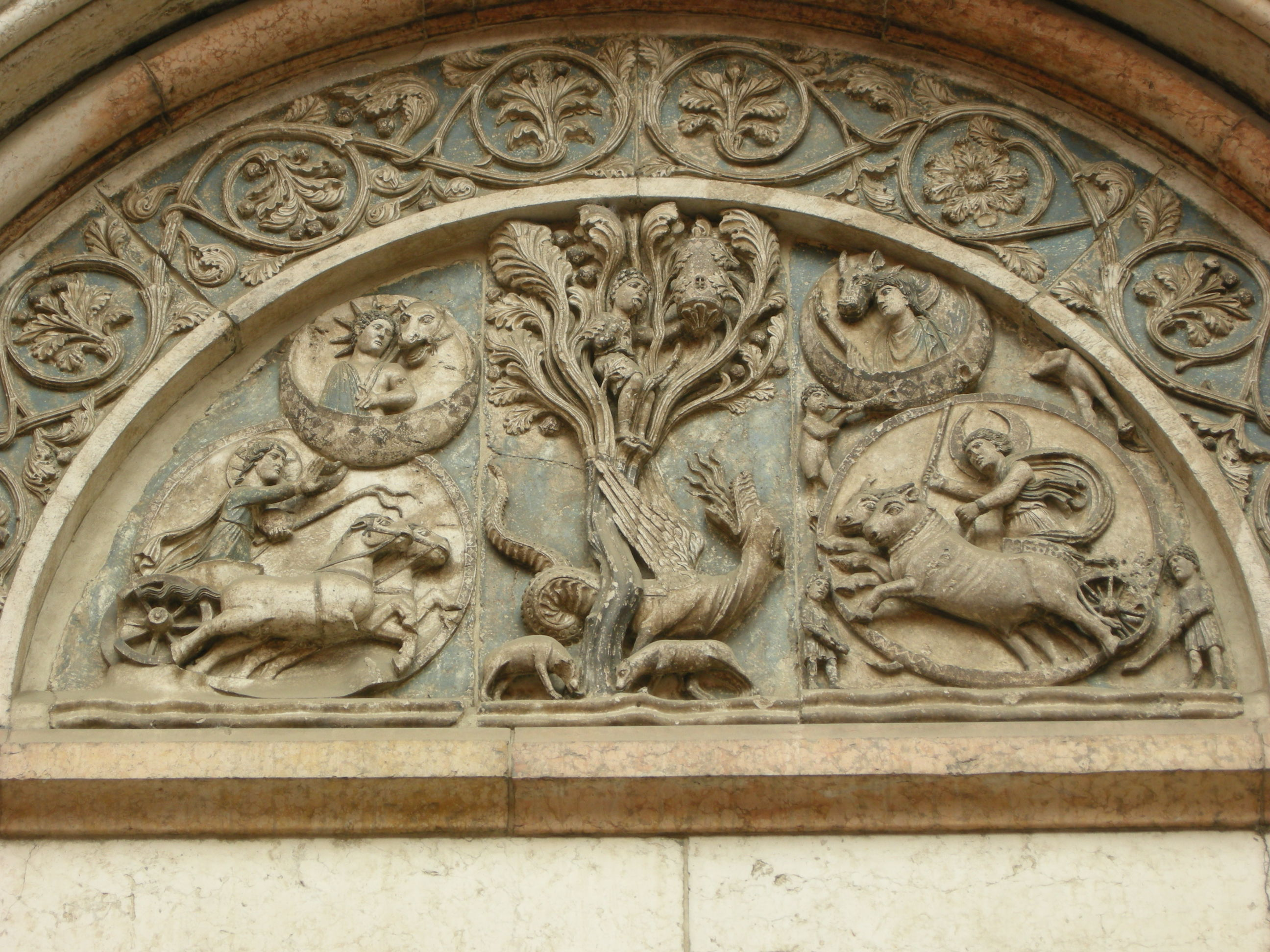
Leggenda di Barlaam

Tutte e tre alludono alla salvezza umana tramite il battesimo, ma ognuna è studiata secondo la funzione specifica del portale. Nel portale nord, al di sotto della lunetta della Venuta dei magi, nell'architrave, sono rappresentate le Storie di S. Giovanni Battista con il battesimo di Gesù, il banchetto di Erode e la decapitazione del santo. Nel portale dove entrava chi doveva ricevere il sacramento (i catecumeni), quello disposto a sud, è raffigurata la leggenda di Barlaam, un soggetto di derivazione orientale: è raffigurato un uomo su un albero insidiato da un drago, che simboleggia il peccato. Sull'albero però si trova anche un favo, che forse è metafora della salvezza spirituale offerta dal battesimo. Attorno si dispiegano raffigurazioni del tempo (il sole e la luna con le personificazioni del giorno e la notte). L'archivolto e l'architrave sono decorate da rilievi di profeti e di animali simbolici tratti dai bestiari.

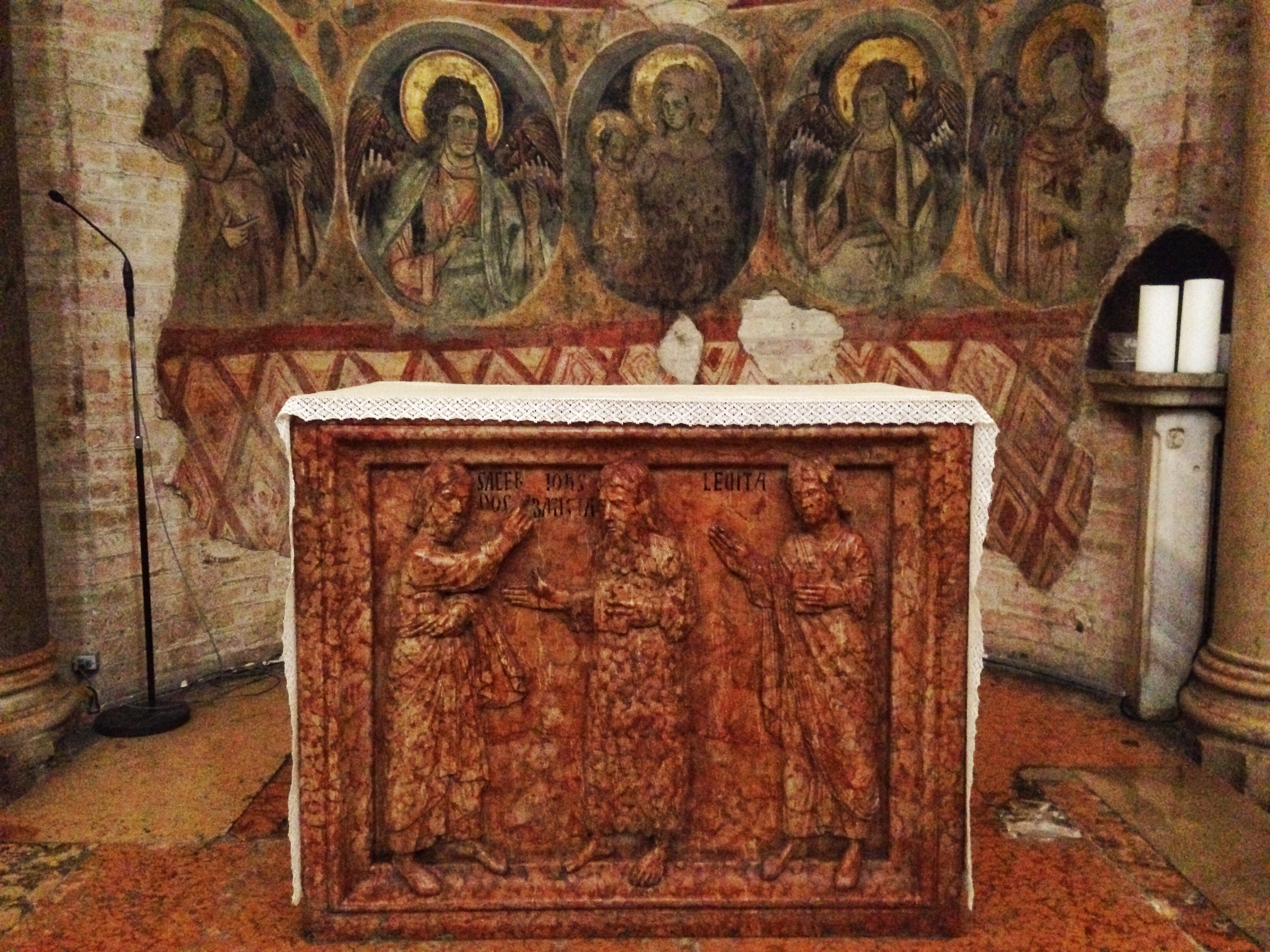
Altare del battistero di Parma

All'interno le lunette dei portali raffigurano episodi biblici:
- Fuga in Egitto;
- Presentazione al Tempio;
- Re Davide che suona l'arpicordo.

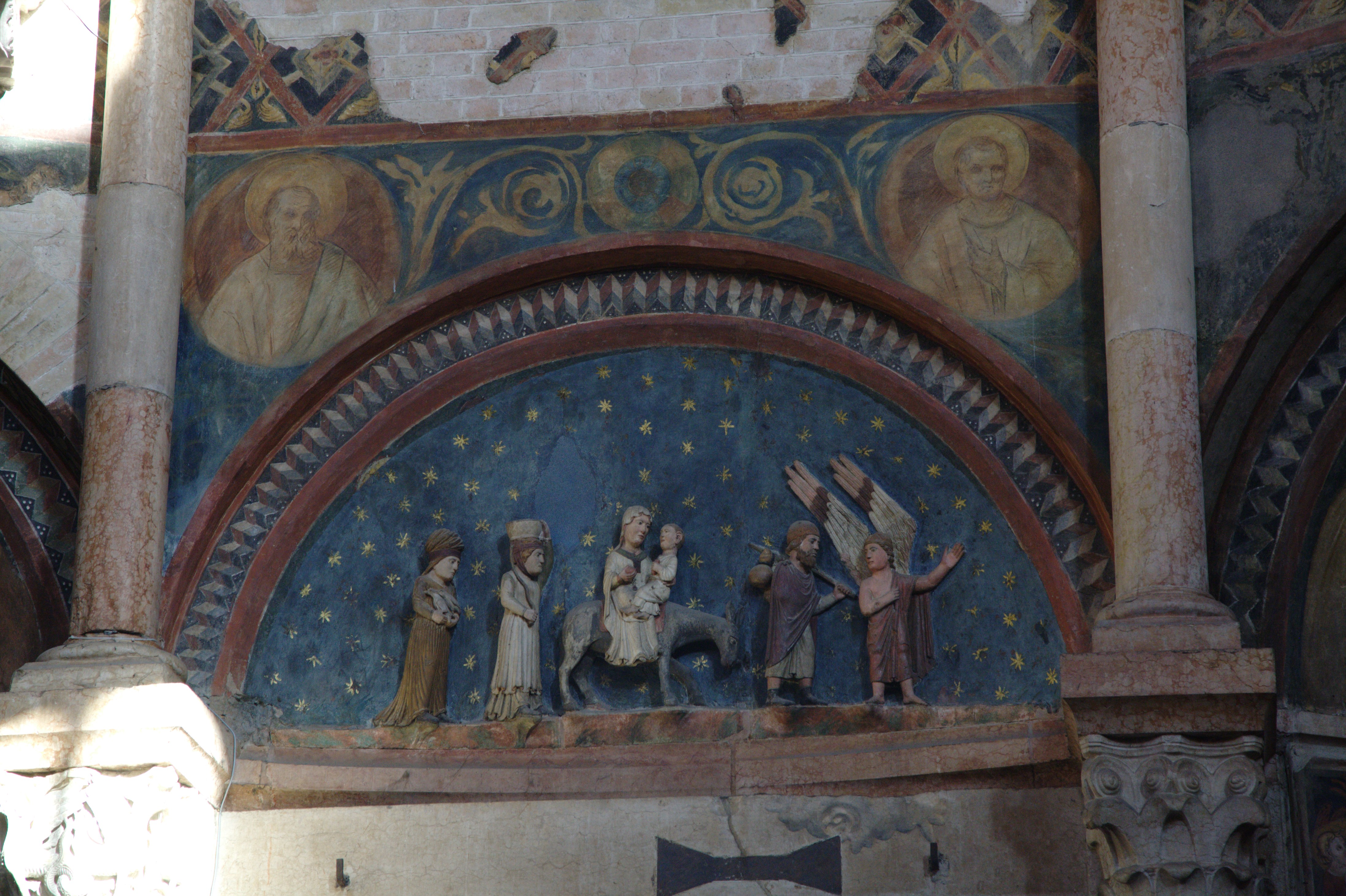
Fuga in Egitto
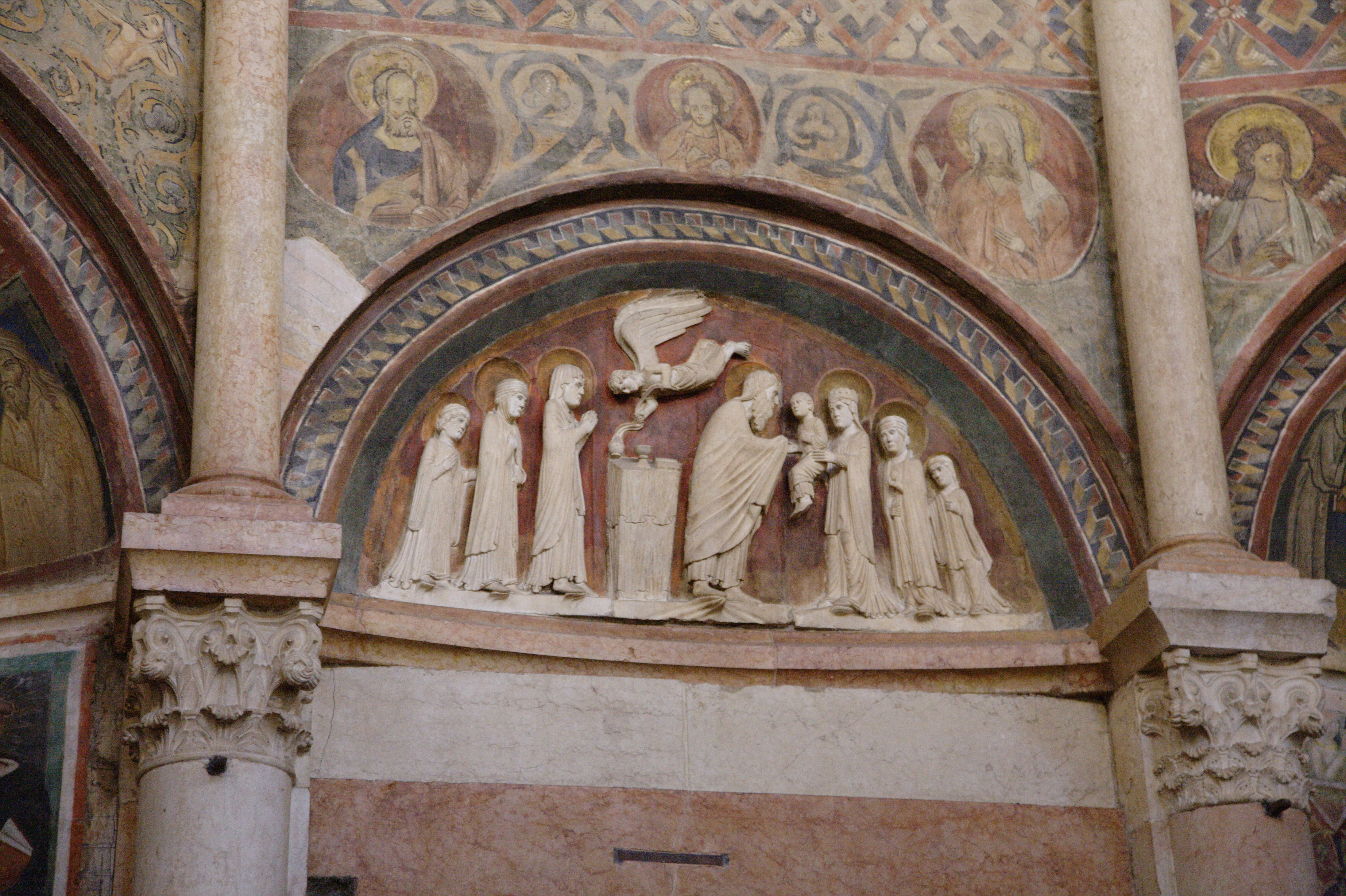
Presentazione al tempio
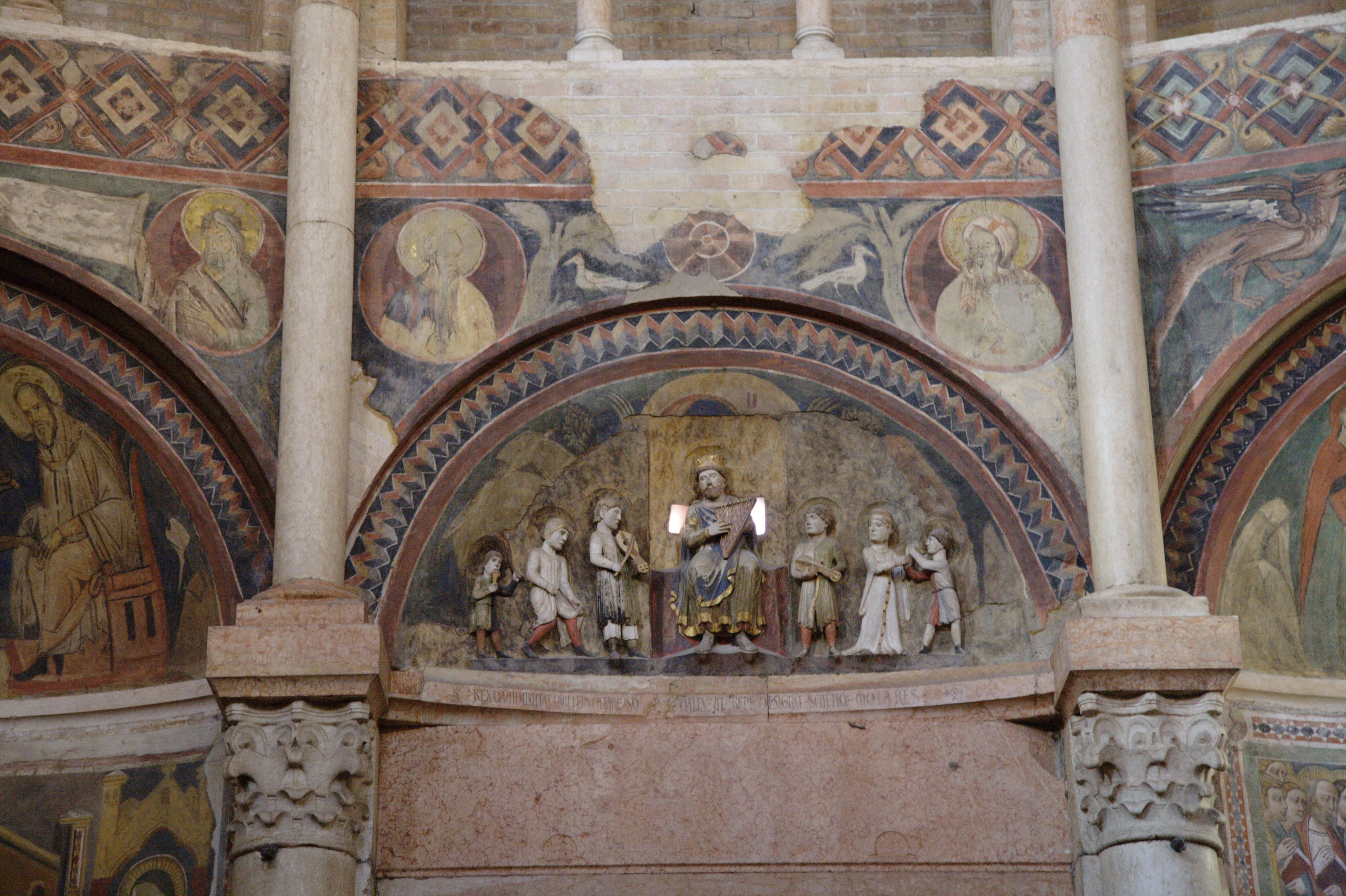
Davide che suona l'arpicordo

Vicino ad una nicchia si trova l'altare, in marmo rosa di verona, con bassorilievo che rappresenta il Battista affiancato da un sacerdote e un levita. Adesso viene utilizzato per la celebrazione di battesimi(due al mese) e messe.
Sulle pareti esterne del livello inferiore corre uno zooforo, una serie di formelle (settantacinque o settantanove), eseguite probabilmente dal maestro stesso. Le formelle rappresentano il fantastico nella scultura: animali di varia natura, sirene e i segni dello zodiaco, rappresentati dietro figure di uomini al lavoro nei campi, durante le varie stagioni. Esse simboleggiano l'universalità della natura e del genere umano cui è aperta la predicazione e la comunicazione del messaggio di Cristo.

## Il ciclo dei mesi
All'interno del battistero sono collocate le sculture ad altorilievo, raffiguranti i mesi e le stagioni dell'anno. Il ciclo di statue è tuttavia incompleto: le rappresentazioni dell'estate e dell'autunno sono infatti mancanti. Nel complesso, il ciclo era probabilmente destinato al portale principale della facciata del duomo, ma l'opera venne interrotta, forse a causa della morte di Antelami (avvenuta mentre il cantiere del battistero era ancora in attivo) o di una sua partenza prematura. Pur non potendosi escludere gli interventi della bottega, è unanimemente riconosciuto come il capolavoro di Antelami, il lavoro nel quale profuse una sintesi della sua concezione della rappresentazione dell'uomo e nel quale raggiunse l'apice della sua raffinatezza esecutiva.

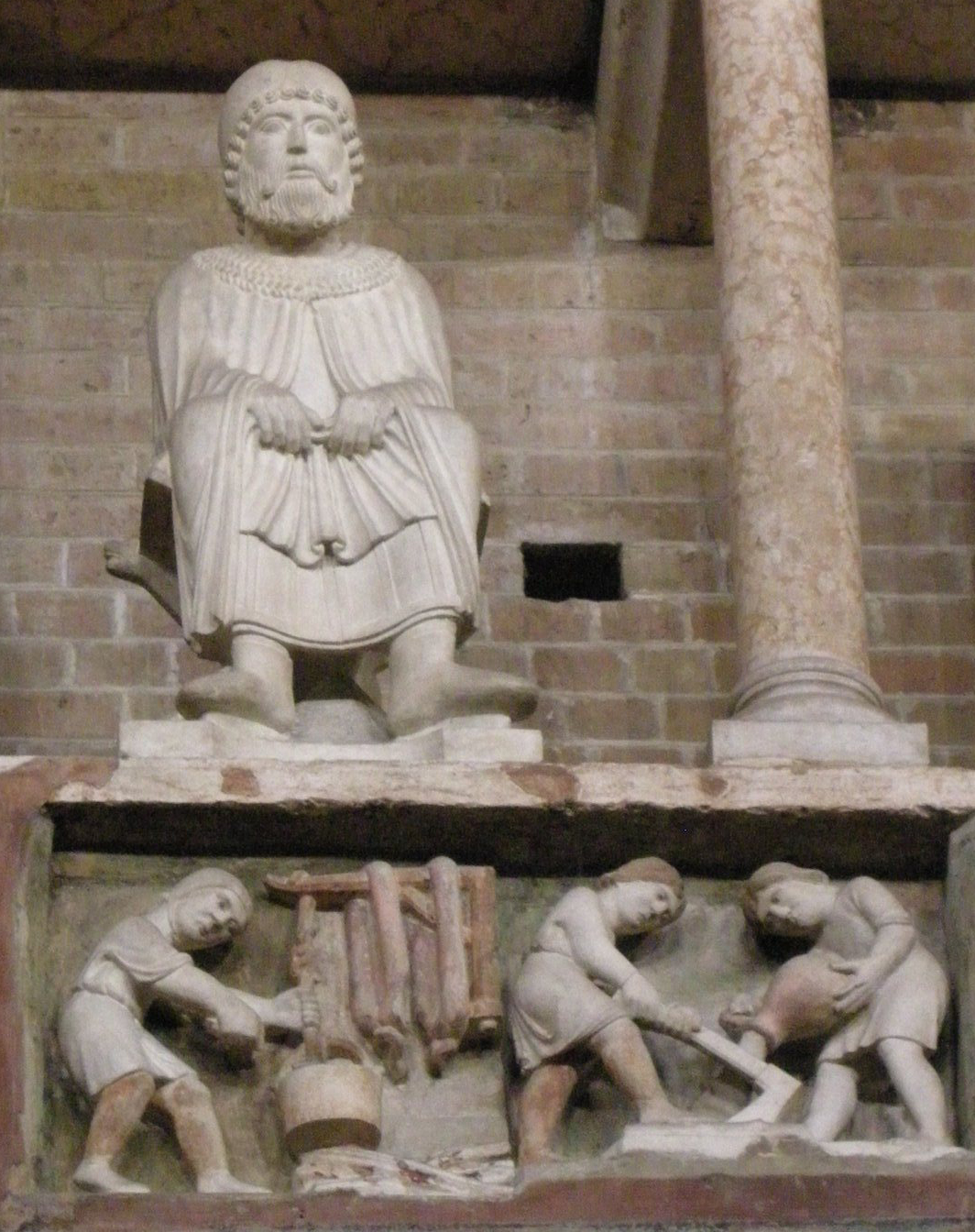
Gennaio/Acquario
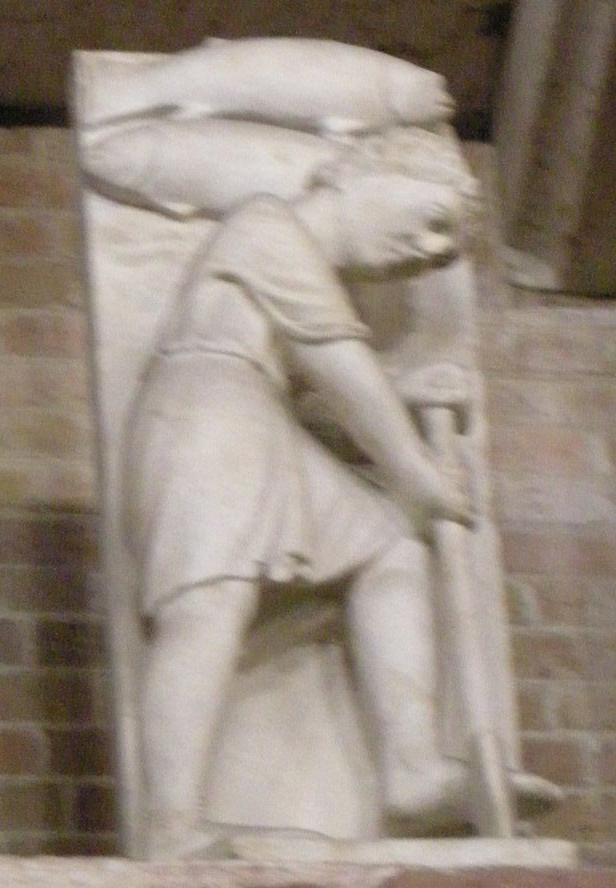
Febbraio/Pesci
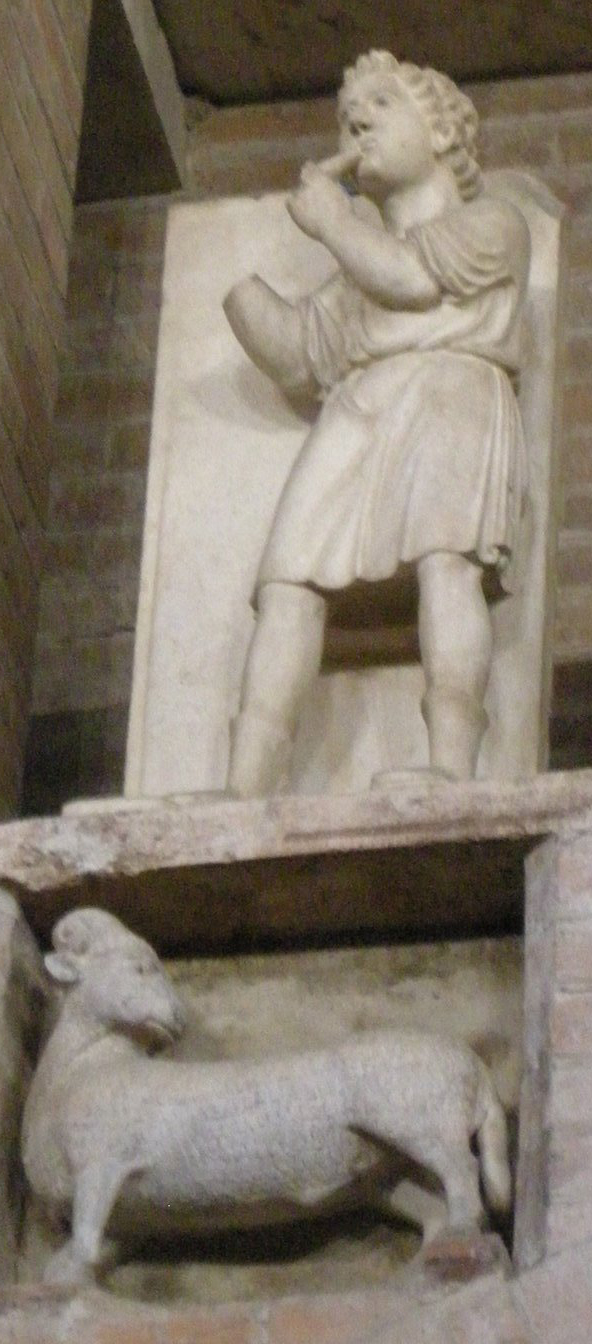
Marzo/Ariete
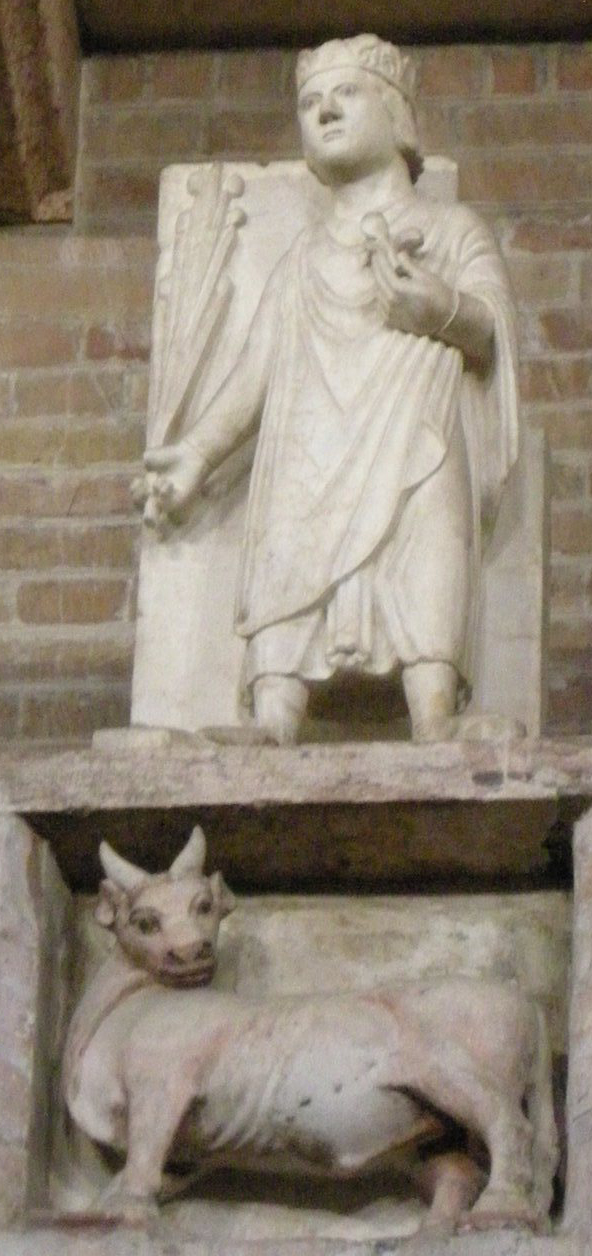
Aprile/Toro
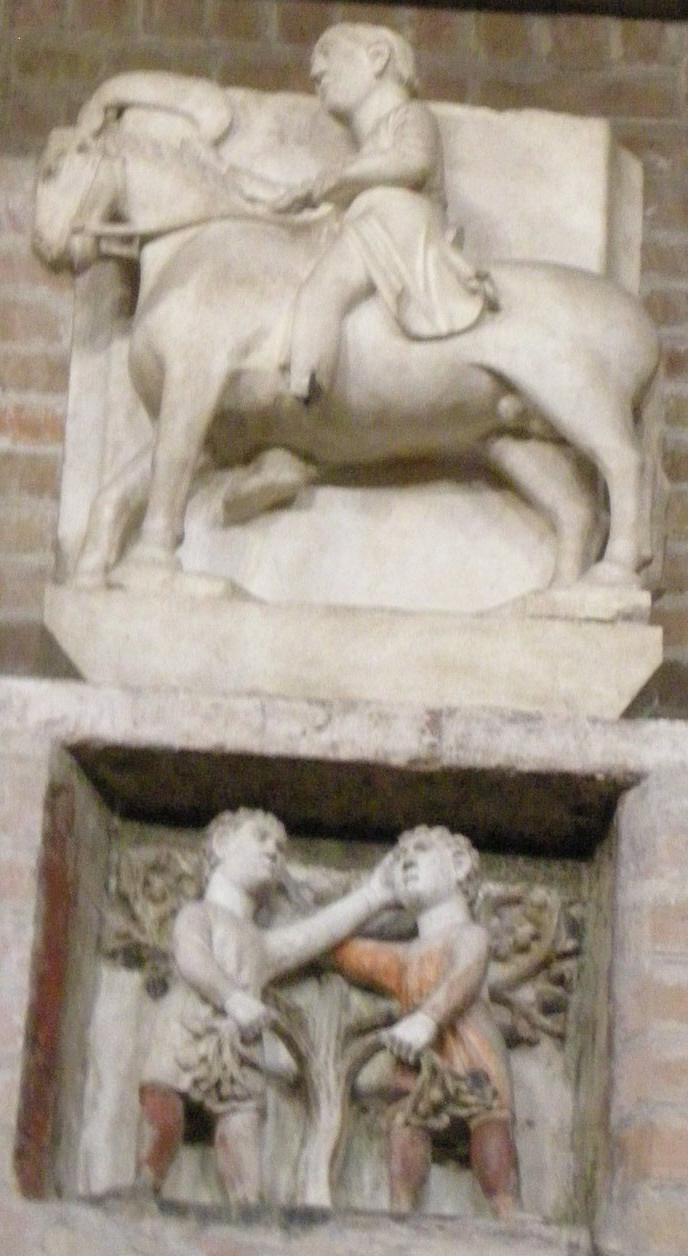
Maggio/Gemelli
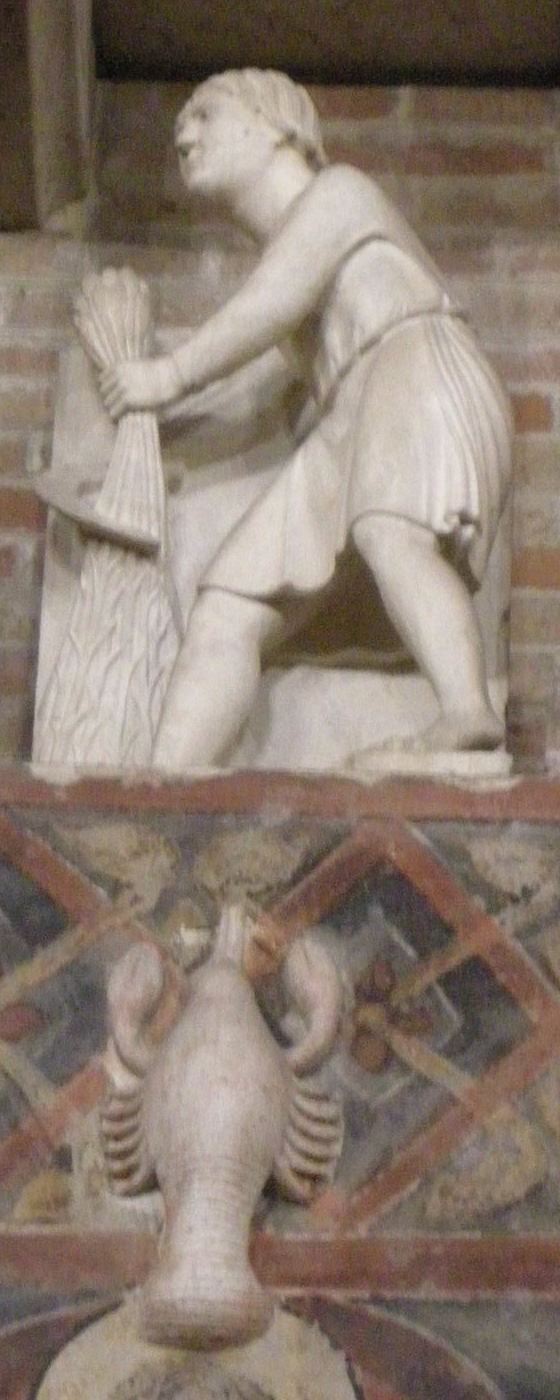
Giugno/Cancro
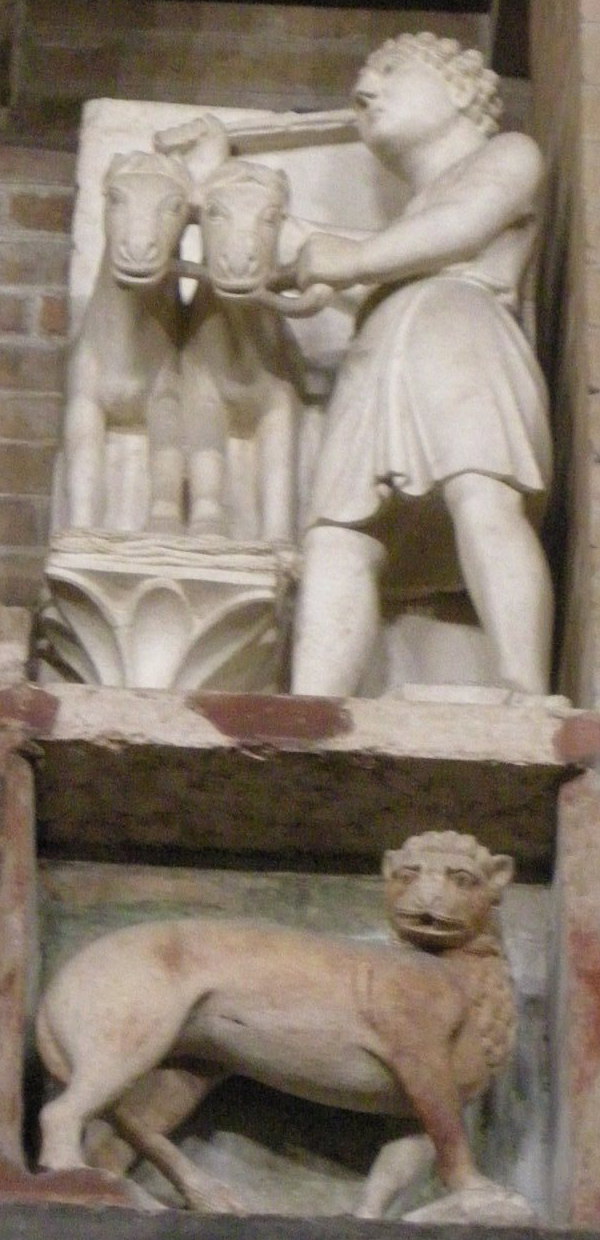
Luglio/Leone
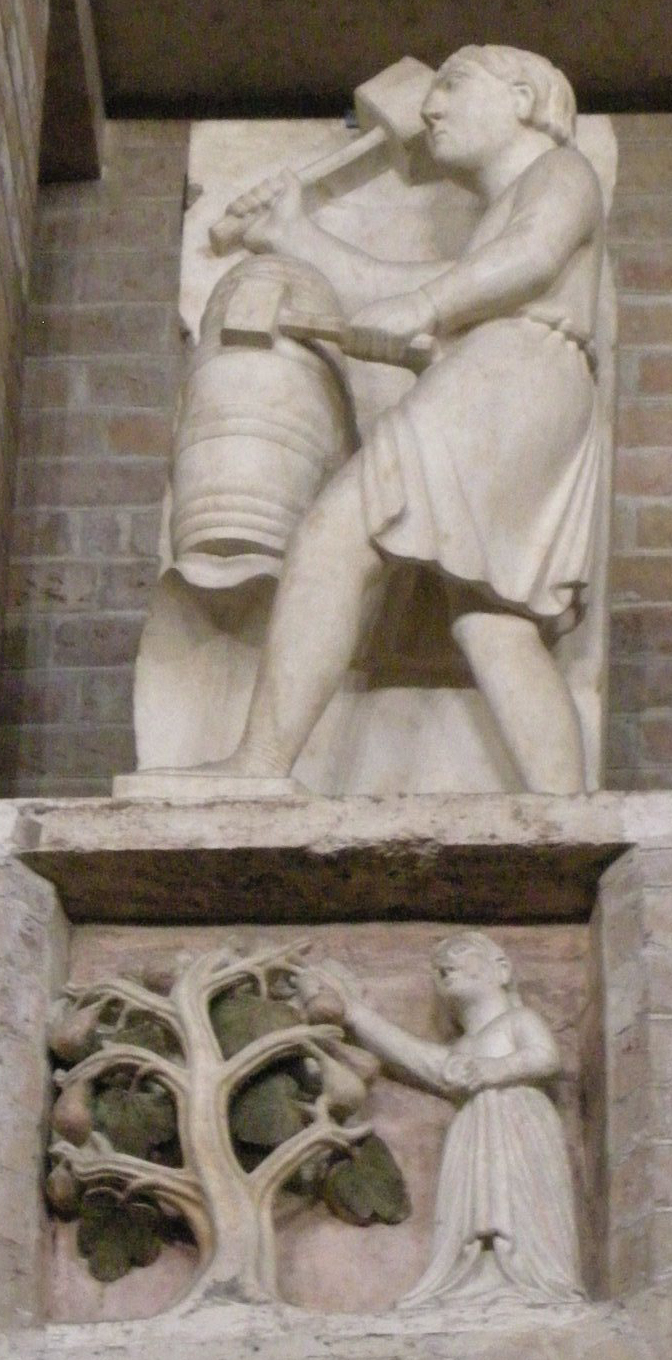
Agosto/Vergine
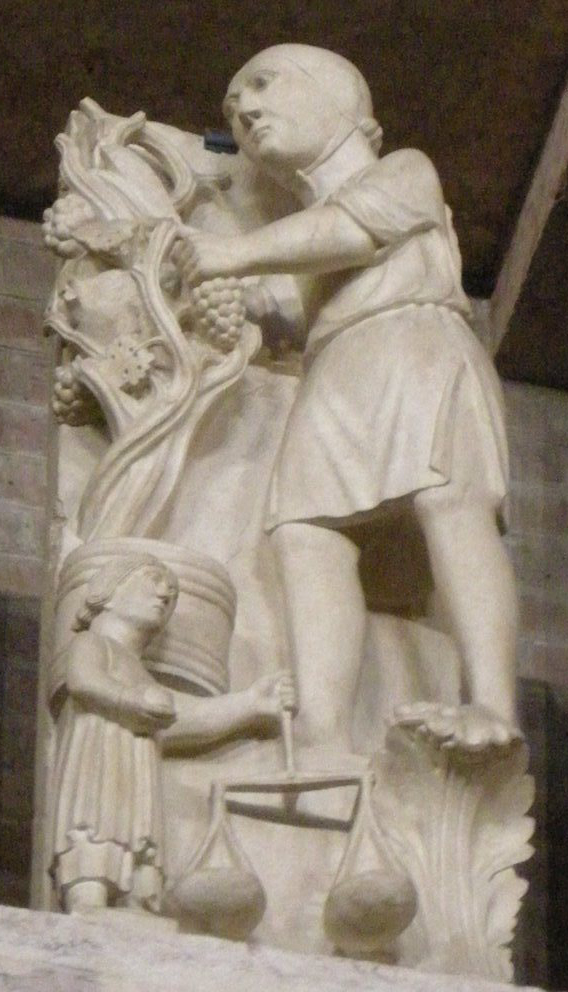
Settembre/Bilancia
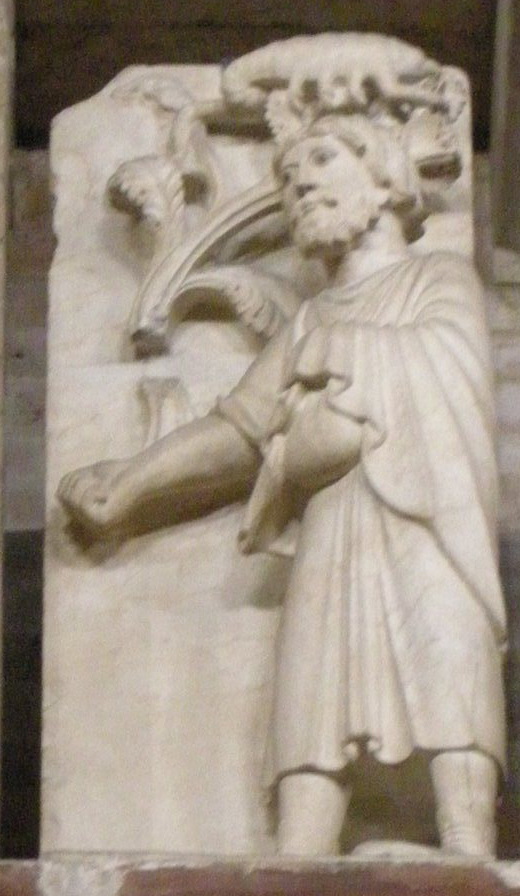
Ottobre/Scorpione
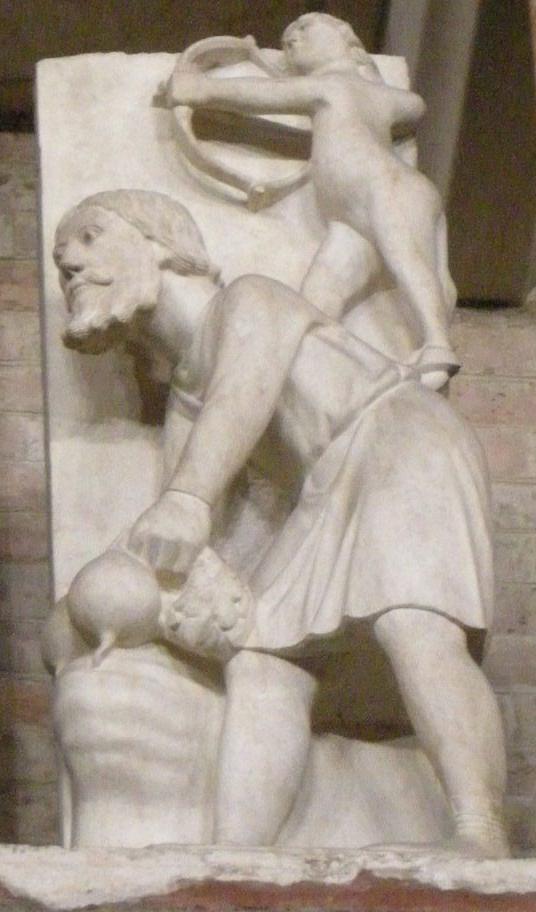
Novembre/Sagittario
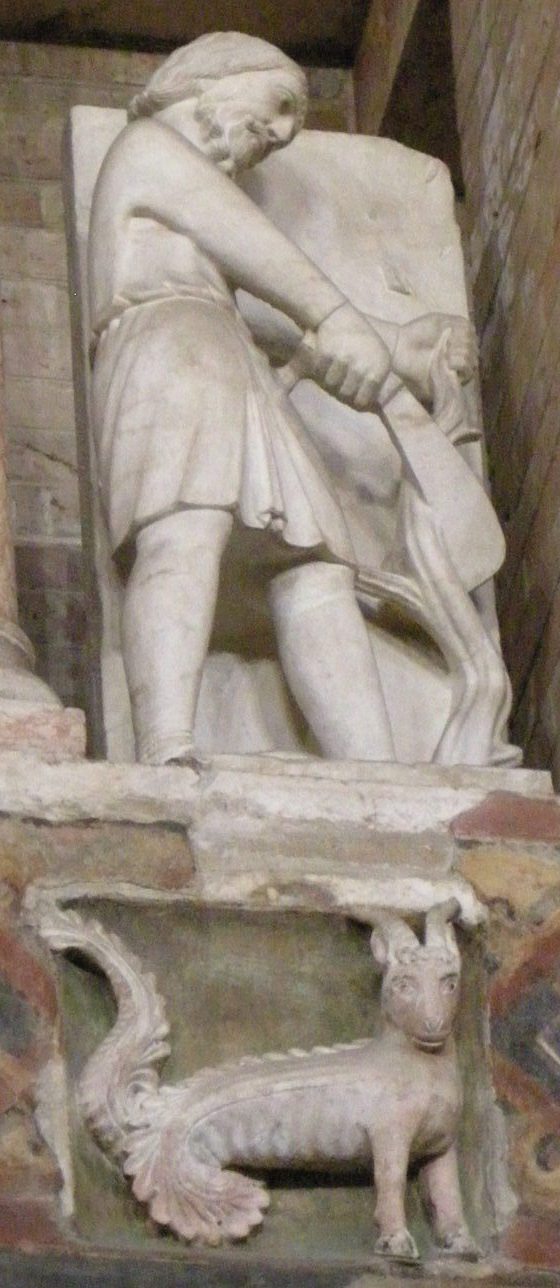
Dicembre/Capricorno

Vi sono raffigurati uomini occupati in lavori agricoli stagionali, un tema già presente dal secolo precedente (per esempio al duomo di Modena, dove si dà un significato nobilitante e salvifico al lavoro, secondo la nuova dottrina teologica che non lo vede più come maledizione divina). In queste rappresentazioni, Antelami e la sua bottega trasferirono una straordinaria cura nei particolari, con un'attenta descrizione degli utensili, dei lavori, delle piante, dei frutti, tutti scolpiti secondo un realistico naturalismo, non alieno da spunti e riferimenti classicheggianti (nelle acconciature, nell'abbigliamento e in alcune simbologie).